# フィーダー線
フィーダー線（フィーダーせん）とはアンテナの給電線（フィーダー、英：feeder）のことである。送信機または受信機とアンテナが離れている場合に、高周波電力を伝送するために用いられる。

## 平衡型のフィーダー線
平行線路、平行二線式給電線とも言う。平衡型のフィーダー線は2本の導線の電位が平衡（アースに対して条件が同じ）であるため、接地型アンテナなど不平衡（アースに対して電位の条件が非対称）の負荷に対してはバランを介して接続する。

### 種類
用途により、次のような種類に分類できる。
リボンフィーダー（VHF用平行フィーダー）
2本の軟銅線を軟質ポリエチレンで平行となるように保持したもの。VHF帯におけるテレビやFMラジオ放送の受信や、家庭用ゲーム機のRF接続に広く用いられる。構造上、外部にも電界が発生するため周辺の物体、表面の汚れなどの影響により特性が変化しやすい。海岸地域などで用いる塩害防止用の製品もある。特性インピーダンスは300オーム（Ω）や450Ω。現在も生産されている。
めがねフィーダー（UHF用平行フィーダー）
2本の軟銅線の周囲を発泡ポリエチレンなどで覆い、さらに軟質ポリエチレンで平行となるよう保持したもの。リボンフィーダーより特性が安定しており、UHF帯におけるテレビ受信用に用いられる。特性インピーダンスは200Ω。
はしごフィーダー
2本の導線を絶縁物によって一定間隔に保持したもの。オープンワイヤー、平行二線式フィーダーともいう。大電力の送信用など特殊な用途に用いられていた。
リボンフィーダーやめがねフィーダーの用途においては、現在ではどちらの周波数帯域にも対応しかつ安価になった同軸ケーブルが主流として用いられている。これらのフィーダーを同軸ケーブル用端子に接続できるようバランを内蔵し変換するアダプターも存在する。

### 使用方法
- 損失を少なくするため、最短距離で配線することが重要である。
- リボンフィーダーの場合、壁や柱などに線を固定する際に電灯線などに使う金属製のステップル（コの字型金具）やその他金属を覆い被せる形の金具を使って壁や柱などに取り付けるとフィーダー線の電磁界を乱してしまい、伝送される信号に影響が出る可能性がある。そのため金属以外の取り付け具で取り付けるのが安全である。金属を使用する場合は、虫ピンや細い釘などでフィーダー線の中心（電線と電線の間の中間の距離）のポリエチレン部分を刺して固定するようにすると影響が少なく出来る。
- フィーダー線を用いて折返しダイポールアンテナを作ることができる。FMラジオ放送の受信用、およびアマチュア無線用の簡易アンテナとして用いられる。この場合、受信（送信、但し一定出力以上では免許が必要）する周波数（Hz）から計算した波長（m,cm,mm）の2分の1にダイポールアンテナの全長（長いほうの縦の長さ）を合わせることで良好な受信感度が得られる。FMラジオ用としては完成品として長さをすでに合わせてある製品も販売されている。
- 前述のように、バランを内蔵したアダプターがあるが、先を剥いた同軸ケーブルを差し込んでフィーダーに変換するものと、同軸ケーブルだけでなくフィーダーをF型コネクタで接続できるようにするものがある。

## 略称としてのフィーダー線
テレビアンテナメーカーのカタログでは、リボンフィーダー線やめがねフィーダー線を単にフィーダー線として同軸ケーブルと区別することがある。